# Kertosari (Temanggung)
Kertosari is een bestuurslaag in het regentschap Temanggung van de provincie Midden-Java, Indonesië. Kertosari telt 5345 inwoners (volkstelling 2010).